# پتک (مجموعه شعر)
پتک چهارمین مجموعهٔ بکتاش آبتین، شاعر، کارگردان و زندانی سیاسی ایرانی، است که در سال ۱۳۹۰ به چاپ رسید.
این مجموعه، اشعار آزاد شاعر را شامل می‌شود و توانست جایزه شعر خبرنگاران را کسب کند.

## مشخصات و درونمایه کتاب
آبتین در سال ۱۳۹۰ مجموعه «پتک» را با نشر چشمه به چاپ رساند. این مجموعه دارای ۳۲ قطعه شعر در ۸۶ صفحه بود و توانست برنده جایزه شعر خبرنگاران شود. این مجموعه آثار سال‌های ۱۳۸۲ تا ۱۳۸۹ او را دربرمی‌گرفت و حاوی مضمون‌های اجتماعی، عاطفی و انسانی بود.
منتقدینی نظیر هرمز شریفی این مجموعه را نقطهٔ حرکت بکتاش به سمت شعر تصویرگرا می‌دانند.
موفقیت‌های این مجموعه با حواشی‌ای نظیر اتهام سرقت ادبی نیز همراه بود که این پرونده با عذرخواهی ناشر و اضافه کردن غلط‌نامه به مجموعه بسته شد.
کامیار عابدی، منتقد، این مجموعه را تنها اثر بکتاش می‌داند که دوگانهٔ بیرون و درون را رها کرده و در فراق‌های عاشقانه غرق شده‌است. علیرضا بهنام، شاعر، این مجموعه را اگرچه متعلق به جریان ساده‌نویسی می‌داند، اما اعتقاد دارد که اجرای قوی، تسلط بر زبان، تن زدن از تشکیل یک تصویر مرکزی و پیشبرد همزمان چند تصویر (با وجود محافظه‌کاری شاعر در حوزهٔ زبان) از افتادن او در ورطهٔ ساده‌انگاری جلوگیری کرده و به موفقیت این مجموعه منجر شده‌است.